# Tração nas quatro rodas
Tração nas quatro rodas (português brasileiro) ou tração às quatro rodas (português europeu), também conhecida como 4x4 ("quatro por quatro") e em inglês por AWD (All-wheel drive) é um veículo cujo sistema de transmissão distribui a força do motor a todas as quatro rodas.

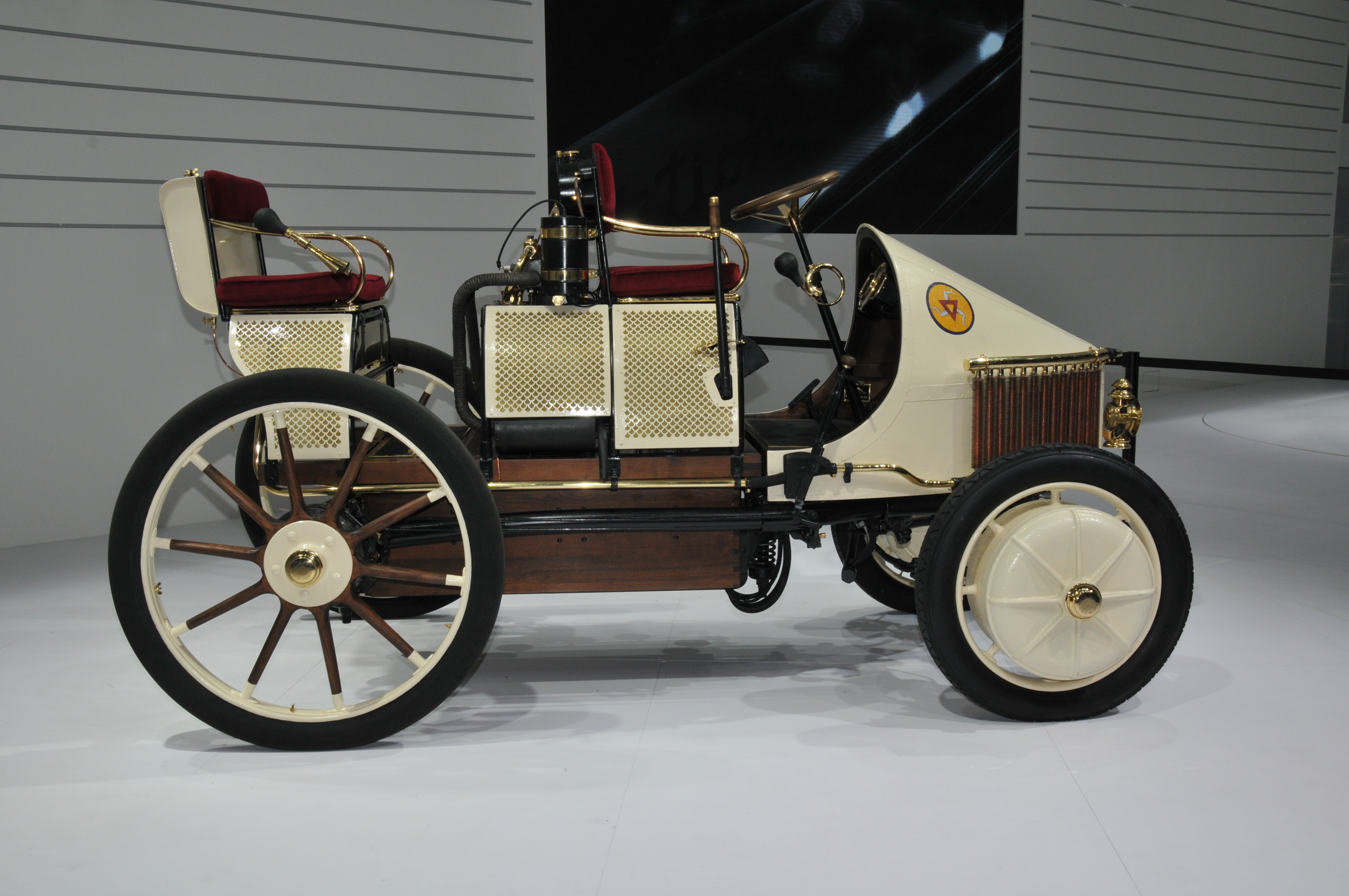
Réplica do Lohner-Porsche, no Geneva Motor Show 2011. Fabricado de 1900 a 1905, foi o primeiro automóvel híbrido elétrico da história. Possuía quatro motores elétricos instalados nos cubos das rodas sendo, portanto, também o primeiro veículo com tração nas quatro rodas.

O principal objetivo desse sistema é a melhor distribuição da força do motor, melhorando a aderência. Pode-se dividir a grosso modo os veículos 4x4 em duas categorias — full-time e part-time.
O sistema full-time geralmente requer a presença de um diferencial central, para compensar a diferença de velocidade entre as rodas dianteiras e traseiras. Exemplo de Veículos com esse sistema são o Subaru Impreza, BMW X1, Land Rover Defender.
Já o sistema part-time é caracterizado pela inexistência de um diferencial central, contando apenas com uma caixa de transferência. Como exemplo dessa característica temos veículos como Troller, Ford Ranger e Chevrolet S10.

## Sistemas selecionáveis

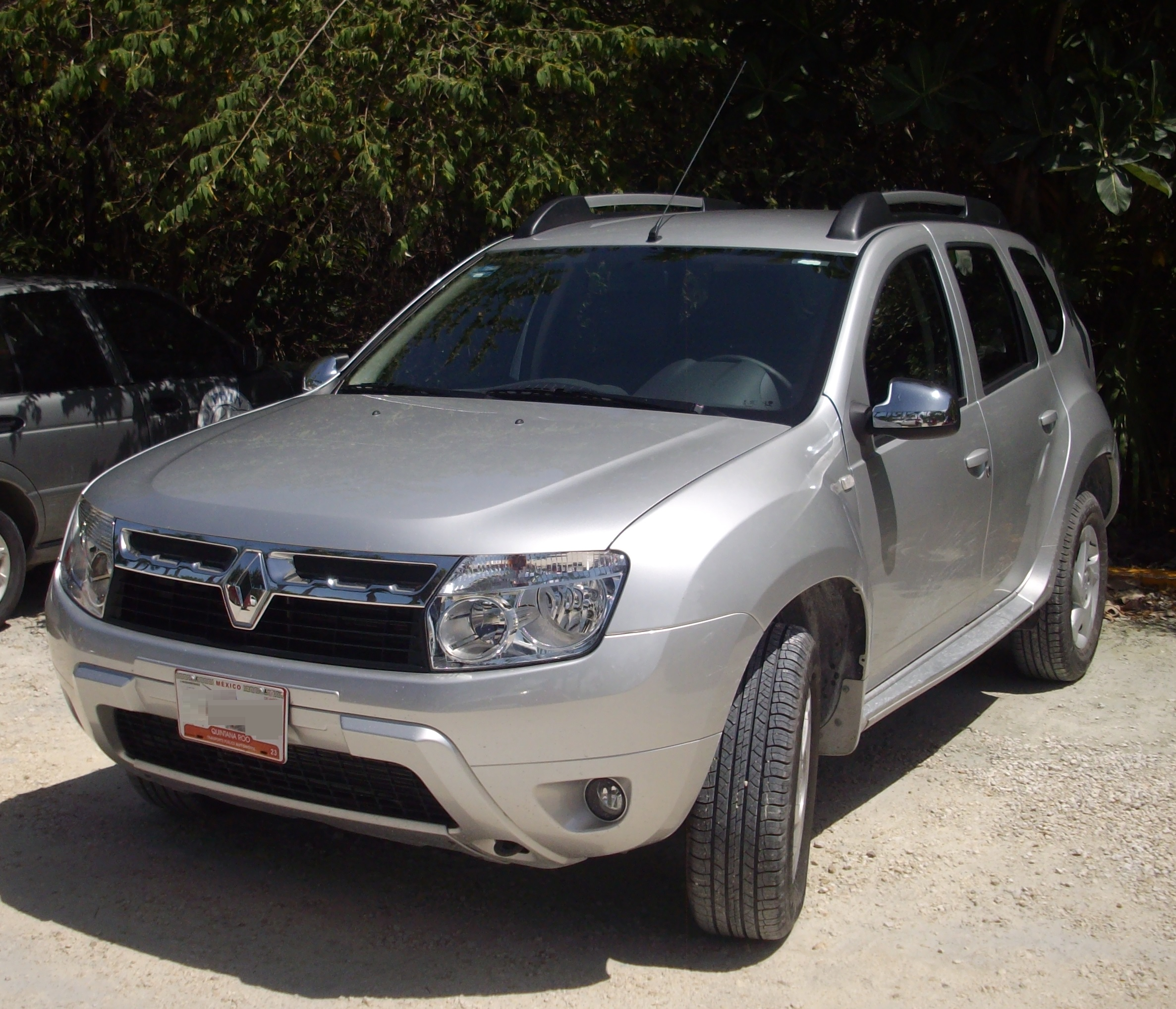
O Renault Duster é um exemplo de um veículo com tração nas quatro rodas com sua plataforma baseada no Dacia Sandero.

A: Motor.
B: tração.
C: diferencial.

O sistema mais tradicional (part-time) que está presente na maioria dos veículos 'off-road' conta com uma caixa de transferência onde saem 2 eixos cardãs, um para o eixo dianteiro, e outro para o eixo traseiro. Em condições normais, somente o eixo cardã traseiro recebe o torque do motor. Ao acionar o modo 4x4, um conjunto acopla o cardã dianteiro ao conjunto, transmitindo o torque do motor para o eixo dianteiro.
Nesse sistema, é comum a presença da roda-livre, de acionamento automático (por catraca ou vácuo), ou mecânico, onde o condutor deve acionar as travas manualmente para o funcionamento.
Em virtude da diferença de velocidade entre os eixos dianteiros e traseiros durante uma curva ou manobra, o sistema 4x4 tradicional não pode ser acionado em condições de piso com alta aderência, sob pena de danos severos aos componentes da transmissão e pneus. Alguns sistemas selecionáveis mais modernos incluem um diferencial central, incorporado à caixa de transferência, ampliando sua versatilidade. Entre veículos com esse sistema está a Mitsubishi Pajero TR4.
No sistema tradicional, também é comum a presença de um mecanismo de multiplicação de torque, chamado reduzida. Consiste em um conjunto de engrenagens presentes na caixa de transferência, cuja finalidade é multiplicar a força gerada pelo motor, permitindo que o veiculo possa superar obstáculos como rampas de grande inclinação, por exemplo.
Os veículos Jeep Grand Cherokee possuem um sistema automaticamente selecionável chamado Quadra-Trac. Trata-se de uma caixa de transferência com um diferencial central de acoplamento viscoso (geralmente o fluido viscoso utilizado é o silicone, não o óleo. Com o atrito o fluido se aquece e, quanto mais calor menos viscoso fica o óleo. Isso não acontece com o silicone), onde o torque é transmitido para o eixo dianteiro somente se há uma grande diferença de velocidade entre os eixos dianteiro e traseiro. Esse diferencial central pode ser bloqueado ao se aplicar a reduzida.
Sistema semelhante equipa o Ford EcoSport 4WD, entretanto, em condições normais, o veículo traciona as rodas dianteiras. O Ford EcoSport 4WD não possui reduzida.

## Sistemas Integrais

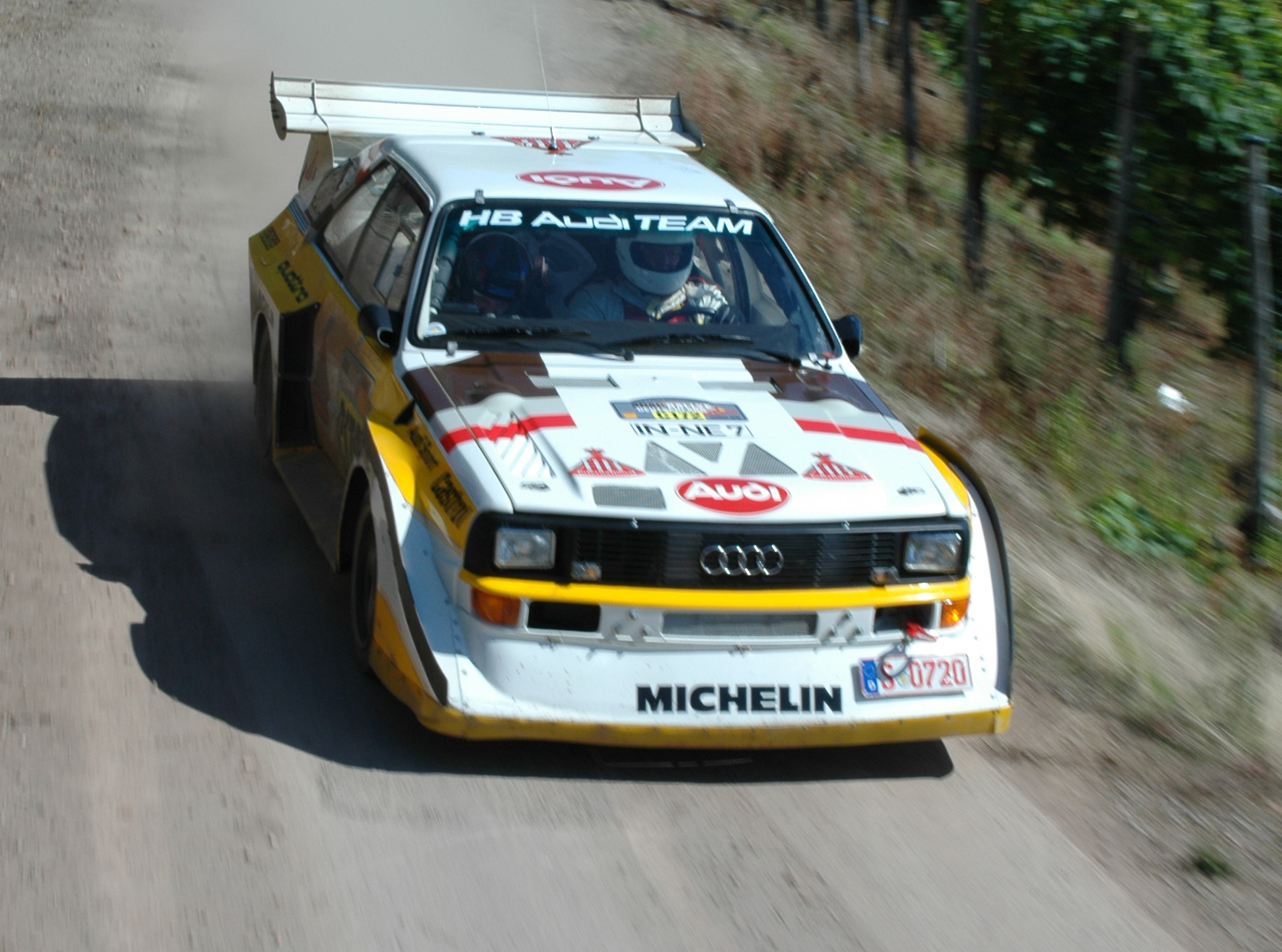
O Audi Quattro S1 E1 usado no Grupo B do Campeonato Mundial de Rali. Com sua tração integrada, o Audi Quattro mostrou a viabilidade da tração nas quatro rodas para corridas de Rali.

Os sistemas integrais mais tradicionais são os que equipam os veículos Land Rover Defender e o Lada Niva, veículos equipados com caixa de transferência muito semelhante ao sistema tradicional que possuem um diferencial central com engrenagens. Uma alavanca permite o bloqueio do diferencial central, aumentando a capacidade de tração do veiculo em pisos de baixa aderência a fim de transmitir a potência do motor igualmente entre os eixos traseiros e dianteiros.
Da mesma forma que no sistema selecionável tradicional, esses veículos são equipados com reduzida.
Veículos leves, como o Volkswagen Passat 4-Motion e o Subaru Impreza, possuem tração integral com diferencial central de acoplamento viscoso. Nesses veículos, a tração 4x4 tem a finalidade de aumentar a estabilidade em curvas e a aderência em pisos molhados ou neve, não sendo voltados especificamente para a pratica de "off-road". Não possuem bloqueio do diferencial central, e também não são equipados com reduzida.
A Ferrari lançou em 2010 um dos "4x4 integrais mais velozes do planeta", e um dos primeiros controlados por computador. "distinto dos demais, só atua quando realmente é necessário. Tudo isso para acalmar os puristas, já que, em condições normais, somente as rodas traseiras fazem força no chão. Quando se exige que as dianteiras também o façam, o sistema de tração integral 4RM atua sem qualquer necessidade de intervenção do motorista e, muitas vezes, sem que ele sequer perceba sua ação". Um exemplo de sistema integral bem sucedido é o "quattro" desenvolvido pela Audi para rallyes, que foi amplamente utilizado em suas linhas de veículos de passeio e se tornou referência.